# Alluaudina bellyi
Alluaudina bellyi es una especie de serpiente aletinofidia de la familia Lamprophiidae. Es la especie tipo de su género.

## Descripción

### Hábitat y distribución
Su hábitat son los bosques secos y húmedos del norte y oeste de Madagascar y Nosy Be.

### Biología
Son animales nocturnos viviendo en el suelo o en árboles cercanos a arroyos. Se reproducen por oviparidad; es decir, se reproduce por huevos.

## Taxonomía
Fue descrita originalmente por François Mocquard en 1894, quien la asignó como única especie del nuevo género Alluaudina. La localidad tipo se encuentra en la montaña de Ámbar, ubicada al norte de Madagascar. El holotipo es MNHN 1893-214, un ejemplar macho encontrado a 312 m de altura.
Recibe el nombre genérico, Alluaudina en honor al entomólogo francés Charles Alluaud, quien fue uno de los dos que recogieron su espécimen tipo. El nombre específico hace referencia al sr. Belly, quien fue el otro recolector del espécimen tipo.